# Altay S.K.
Altay Spor Kulübü er en tyrkisk fodboldklub fra İzmir. Klubben spiller på nuværende tidspunkt i Süper Lig, den bedste række i Tyrkiet.